# さんべ温泉スキー場
さんべ温泉スキー場は、島根県大田市三瓶町東ノ原にあったスキー場。1961年-2009年の期間に営業した。スキー場が閉鎖した後は、1基のリフトが｢三瓶観光リフト｣として登山客などに利用されている。2018年には残存する建物を利用して石見ワイナリーがオープンしている。

## 概要

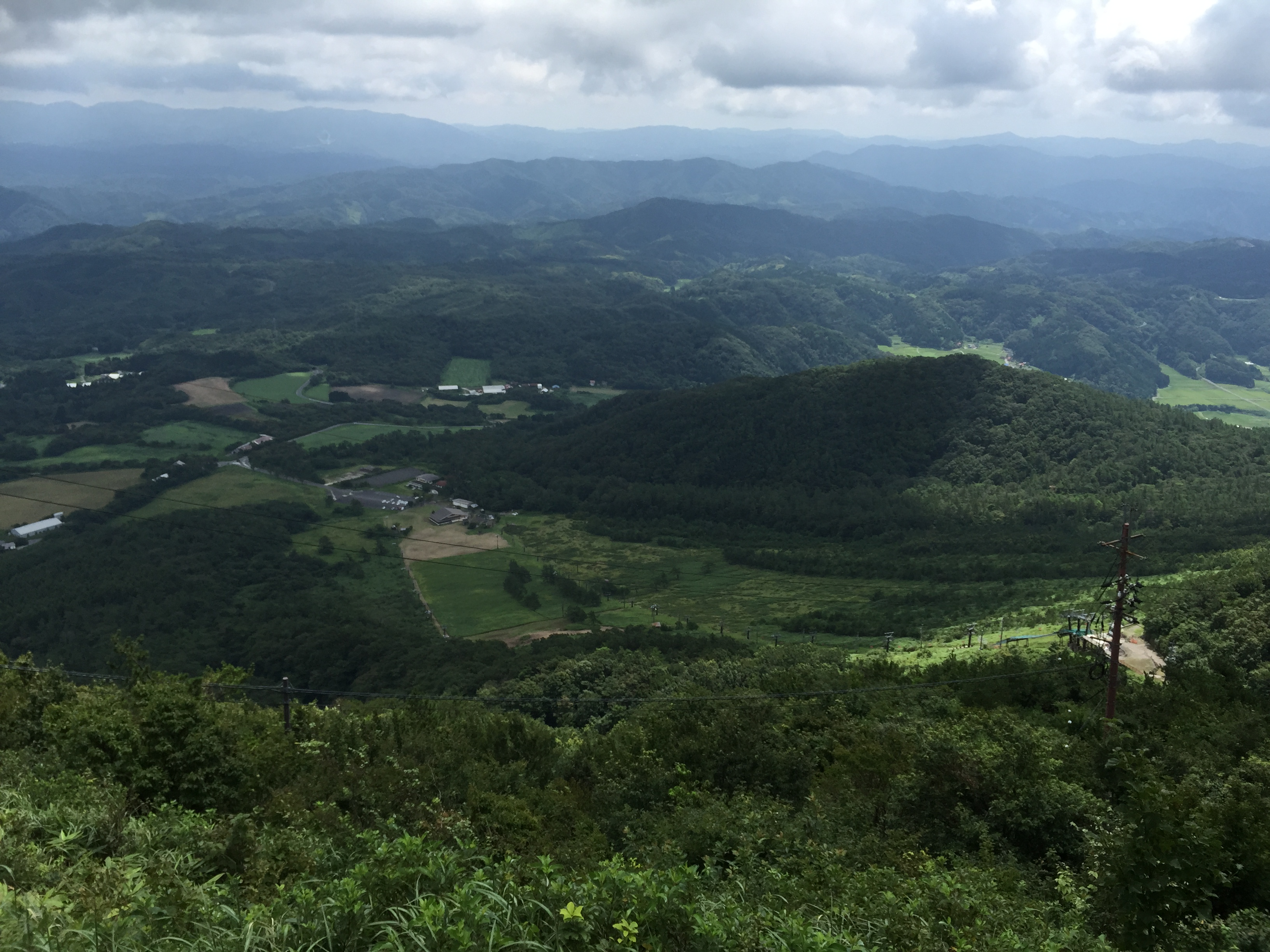
スキー場跡全景(女三瓶山より望む)

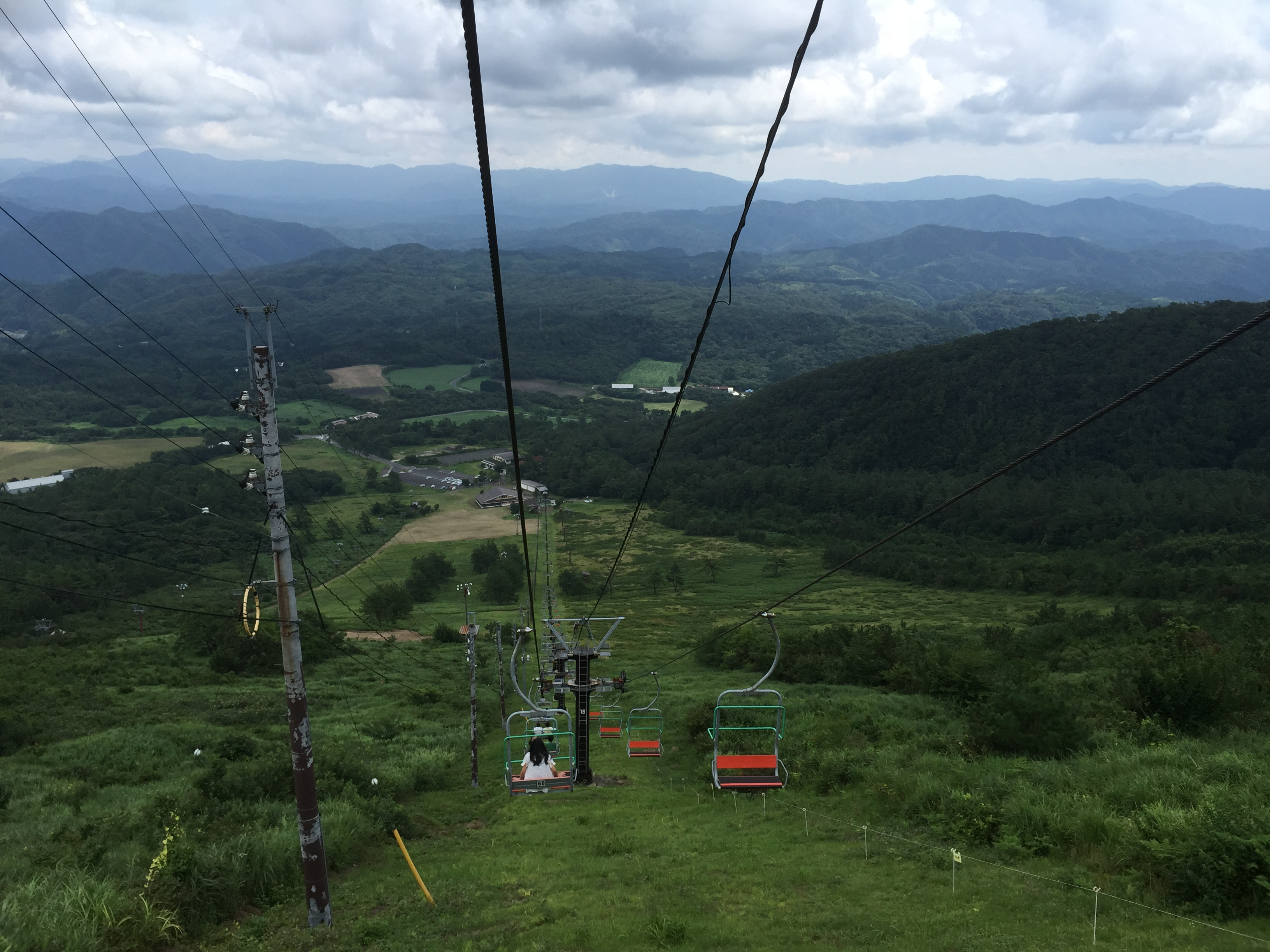
三瓶観光リフトとスキー場跡

女三瓶山と、鱗屑する大平山の東側斜面の「東の原」の南側にリフトを設置して、冬季にスキー場として利用できるようにしたもので面積は50haある。「東の原スキー場」とも呼ばれた。1961年に大田市によって設置され開業。大田市保養施設管理公社が運営した。1976年には3基のペアリフトが設置されていた。土曜日には22：00までナイター営業も実施された。1980年代には1シーズンに10万人が利用したが、積雪量の減少や競合施設の増加によって利用客が減少したために2009年で閉鎖された。2009年は年間7000人が利用したのみであった。1999年までは冬季にゲレンデで花火大会が開催されていた。閉鎖後は3基あったリフトは、1基が撤去され1基は荒廃した状態で残されているが、残る1基は、三瓶観光リフトとして利用されている。

## 三瓶観光リフト
2015年現在、ペアリフトは1基のみが稼働状態として残され、冬季以外のシーズンに｢三瓶観光リフト｣として、登山やトレッキングに利用されていた。このリフトは1977年に設置されたもので、標高差255m、全長856mを片道11分で結ぶ。ゲレンデ内を徒歩で登ることは禁止されており、リフトを使用せずに三瓶山に登る場合は、リフト乗り場近くより南側に伸びる登山道を使用する。リフトを使わない場合はリフト降場まで片道35分(上り）かかり、女三瓶山山頂までは合計徒歩60分となる。リフトは降りる場合にも利用できる。スキー場閉鎖後も年間2万人の利用があり、新型コロナウイルスが問題となった2020年には人混みを避けることが出来る観光施設として人気が集まり2万5000人以上が利用した。管理は市が指定した管理管理者（2020年時点で大田市の「さんべ観光」）が行っていたが、保守点検管理者の退職に伴い2021年7月末をもって運行を休止。大田市では観光リフトを重要な観光資源と考え、異なる事業者と契約するなど運行再開についての検討を行った。
2021年11月13日、飯南町の飯南トータルサポートが新たな運営管理者となり三瓶観光リフトは再開された。

## 石見ワイナリー

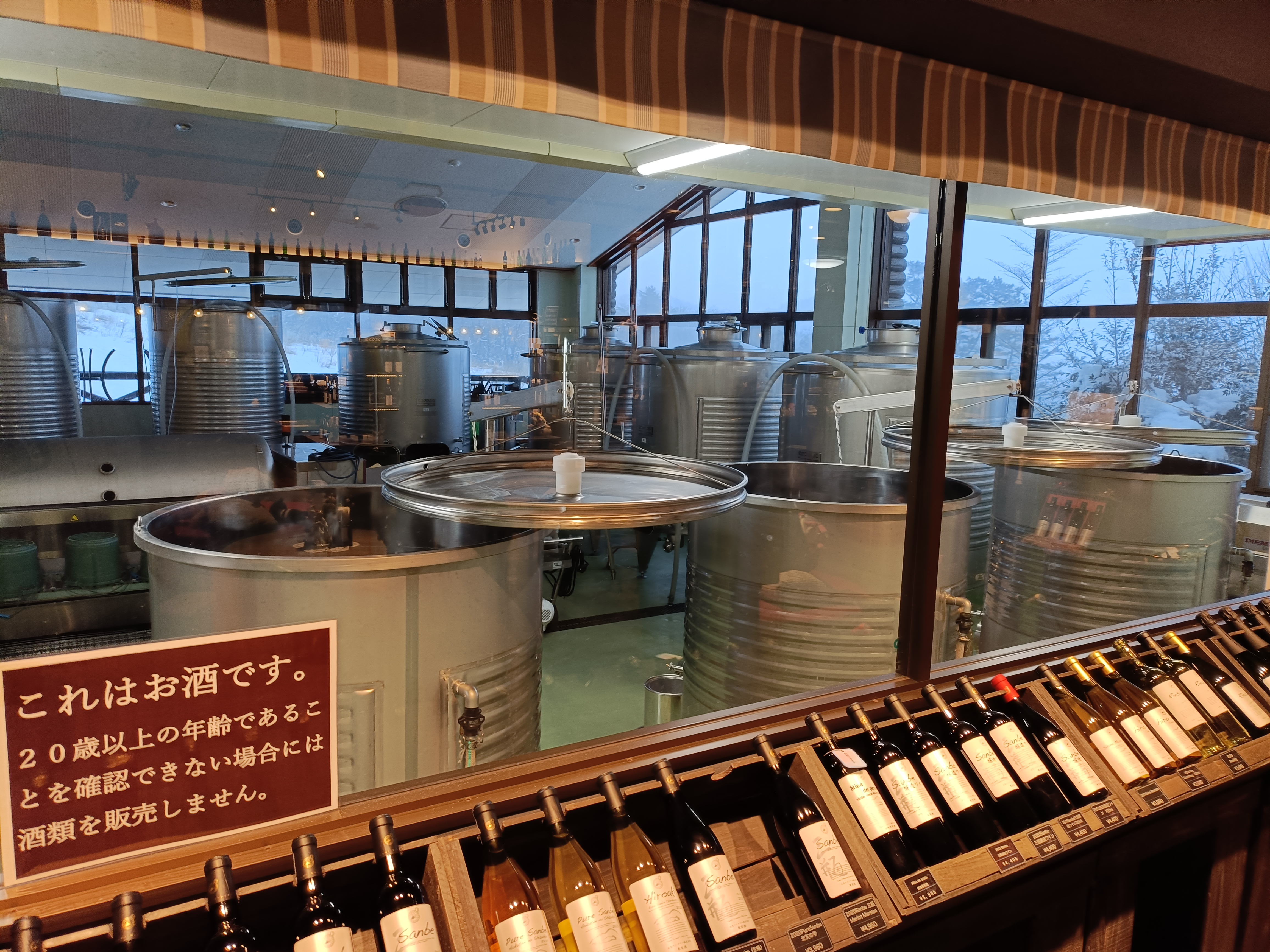
岩見ワイナリーの醸造施設

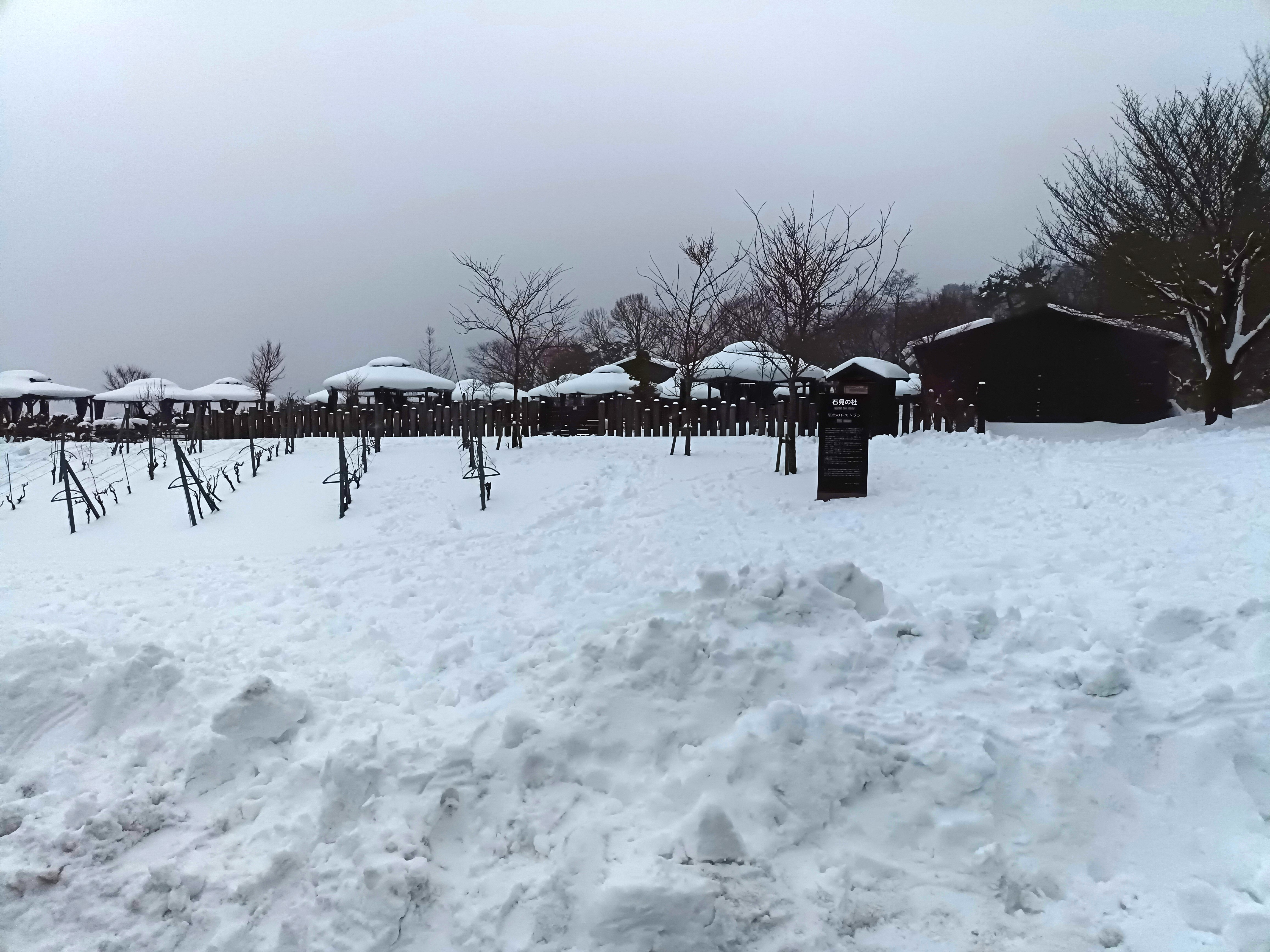
併設されたレストラン

2018年4月15日、現地に残されていたスキー場のレストラン棟を再利用して、石見ワイナリー・醸造所がオープンした。事業者は、石見ワイナリーホテル美郷やカヌーの里おおち、ゴールデンユートピアおおちなどの指定管理業務も担う。醸造所は先立って前年の2017年9月に完成していた。日本唯一の国立公園内醸造所とされる。周辺の4.2haのぶどう畑でメルローやシャルドネ、山ブドウなどの5種類約1万本のブドウを栽培する。隣接して森のレストラン「石見の杜　星空のレストラン」というオープンエアスタイルのレストランも展開した。敷地内に20基のガゼボ（あずまや）を備え、イベントなどにも活用されたが、こちらは2024年までに休業となった。

## リンク
- さんべ温泉スキー場 - 北三瓶会
- 2010年のさんべ温泉スキー場の様子(動画）